# Paradoxoglanis parvus
Paradoxoglanis parvus е вид лъчеперка от семейство Malapteruridae.

## Разпространение
Видът е разпространен в Демократична република Конго.